# 阿米爾·卡比爾石化公司
阿米爾·卡比爾石化公司（波斯語：شرکت پتروشیمی امیرکبیر）是一家伊朗石化公司，位于伊朗南部的班达伊玛目霍梅尼港经济特区，占地55公顷，位于班达尔伊玛姆石化公司体的西北部。

## 历史
1998年，伊朗国家石化公司成立了阿米爾·卡比爾石化公司，以实施第六烯烃项目。随后，阿米爾·卡比爾石化公司在伊玛目霍梅尼港经济特区的55公顷土地上实施了第六烯烃项目，该项目最终于2005年投入使用。

## 地理位置
阿米爾·卡比爾石化综合体位于霍梅尼港，在伊玛目霍梅尼港经济特区的南部，大约位于班达尔伊玛姆石化公司体的西北部，在4号场地上，占地55公顷。

## 产品
阿米爾·卡比爾公司生产各种类型的轻型、重型和线性轻型聚乙烯。阿米爾·卡比爾石化公司被认为是伊朗生产范围最广的聚乙烯产品生产商。

## 股东
阿米爾·卡比爾石化公司的股东由10家主要公司组成。在这10家持股公司中，福利资本发展公司持股51%，公务员养老基金投资公司持股13%，呐卫咂氜西美(Navid Zar Shimi)工业公司持股20%，萨德拉法尔公司持股9%，拥有最大股份。